# Zrnovci (kommun)
Zrnovci (makedonska: Зрновци, albanska: Komuna e Zërnocit) är en kommun i Nordmakedonien. Den ligger i den östra delen av landet, 90 km öster om huvudstaden Skopje. Antalet invånare är 3 264. Arean är 56 kvadratkilometer.
Följande samhällen finns i Zrnovci:
- Zrnovci
- Morodvis